# ليني بروس
ليونارد ألفريد شنايدر (Leonard Alfred Schneider) (31 أكتوبر 1925 – 3 أغسطس 1966)، وهو أكثر شهرةً باسمه المسرحي ليني بروس (Lenny Bruce)، وهو كوميديان، وناقد اجتماعي، وأديب ساخر أمريكي. وكانت إدانته عام 1964 في محاكمة بتهمة الفحش والتي تبعها عفو غيابي، هي الحادثة الأولى من نوعها في تاريخ ولاية نيويورك. كان مشهورًا بأسلوبه الكوميدي المفعم بالانفتاح، والحرية، والخطورة، والنقد والذي اندمج بالسياسة والدين والجنس. تميزت حياته الخاصة بالمجون الصاخب وتعاطي المخدرات، كما أدت محاولته لمنع زوجته من عملها كراقصة متعرية إلى جعله شخصية مسيطرة. وقد مهد الطريق في المستقبل للكوميديين الصريحين، وكانت محاكمته بتهمة الفحش التي أدت بعد ذلك إلى إفلاسه وحصل على البراءة في نهايتها، بمثابة محاكمة بارزة تدعم حرية الرأي.

## النشأة
وُلد ليني بروس لعائلة يهودية في منيولا بنيويورك، ونشأ بالقرب من بيلمور، والتحق بمدرسة ولينجتون سي ميفهام الثانوية. انفصل والداه قبل بلوغه سن العاشرة، لينتقل عدة مرات للعيش مع أقاربه خلال عقده الثاني. كان والده بريطاني الأصل ميرون شنيدر بائع أحذية، وكانت والدته سالي مار ممثلة مسرح وكان لها الأثر الأكبر على حياته المهنيّة.
التحق بروس بقوات الولايات المتحدة الأمريكية البحرية بعد قضائه بعض الوقت في العمل بالزراعة، وذلك في عُمر السادسة عشر عامًا (1942) تلبية لنداء الواجب خلال الحرب العالمية الثانية. بعد سخرية زملائه منه على السفينة، بسبب ارتدائه ملابس أشبه بتلك التي يرتديها مغايرو الجنس، استاء الضابط القائد.
أقنع بروس الطبيب الضابط على السفينة بصعوبة بميوله الجنسية، ما أدى لحصوله على شهادة إعفاء بسبب كونه غير مرغوب فيه عام (1948)، ومع ذلك لم يثبت خرقه للوائح والقوانين البحرية خلال فترة خدمته.
انتقل بروس إلى نيويورك ليؤسس لنفسه كممثل كوميدي، بعد أن قضى فترة قصيرة مع والده في كاليفورنيا. وجد العديد من الصعوبات لتمييز نفسه كممثل بارز بين آلاف الممثلين الآخرين أمام الشركات التي تملأ المدينة. حضر بروس العشاء في هانسون حيثُ تجمّع عديد كبير من الممثلين ليقابل بالصدفة الممثل الكوميدي الكبير جو أنسيس، والذي كان له أثر كبير على أداء بروس الكوميدي. تأثرت العديد من الأساليب الكوميدية لبروس بالتعليمات والإرشادات التي تلقاها من جو أنسيس.
صعد بروس المسرح في إحدى الأمسيات في نادي النصر كمشرف الحفل للعروض التي قدمتها والدته. بعد ذلك بفترة قصيرة وفي عام (1947) بعد تغيير لقبه إلى بروس، حصل على 12$ وعشاء أسباجيتي مجاني على أدائه المسرحي الأول في بروكلين. حصل بعد ذلك على بعض الأدوار التي قدمتها له والدته، والتي كانت تلقب نفسها «سالي بروس» في البرنامج الإذاعي كشافة أرثر جودفري الموهوبون.

## الحواشي
1. ↑  "Lenny Bruce". nndb.com. 2012 [last update]. مؤرشف من الأصل في 8 فبراير 2019. اطلع عليه بتاريخ 31 March 2012. {{استشهاد ويب}}: تحقق من التاريخ في: |سنة= (مساعدة)
2. ↑  Albert Goldman؛ Lawrence Schiller (1991). Ladies and Gentlemen: Lenny Bruce!!. Penguin Books. ص. 107. ISBN:9780140133622. مؤرشف من الأصل في 2020-03-04. اطلع عليه بتاريخ 2012-03-31.
3. ↑  Thomas، William Karl (1 ديسمبر 1989). Lenny Bruce: the making of a prophet. Archon Books. ص. 47. ISBN:9780208022370. مؤرشف من الأصل في 2020-03-04. اطلع عليه بتاريخ 2012-03-31.
4. ↑  ""Playboy's Penthouse" Episode #1.1 (TV Episode 1959)". مؤرشف من الأصل في 2017-02-09. اطلع عليه بتاريخ 2017-06-19.
5. ↑  A.H. Goldman. Ladies and Gentlemen: Lenny Bruce!! (New York: Random House, 1971), p. 91.
6. ↑  Goldman, p. 105-108.
7. ↑  Schwartz، Ben. "The Comedy Behind the Tragedy". Chicago Reader. مؤرشف من الأصل في 2019-04-23. اطلع عليه بتاريخ 2015-02-28.

## وصلات خارجية
- ليني بروس على موقع IMDb (الإنجليزية)
- ليني بروس على موقع الموسوعة البريطانية (الإنجليزية)
- ليني بروس على موقع ميوزك برينز (الإنجليزية)
- ليني بروس على موقع أول موفي (الإنجليزية)
- ليني بروس على موقع قاعدة بيانات برودواي على الإنترنت (الإنجليزية)
- ليني بروس على موقع إن إن دي بي (الإنجليزية)
- ليني بروس على موقع ديسكوغز (الإنجليزية)
- ليني بروس على موقع قاعدة بيانات الفيلم (الإنجليزية)
- ليني بروس على موقع كينوبويسك (الروسية)

- The Official Lenny Bruce Website
- "Famous Trials: The Lenny Bruce Trial, 1964", University of Missouri - Kansas City School of Law. Includes Linder, Douglas, "The Lenny Bruce Trial: An Account", 2003. نسخة محفوظة 23 يونيو 2010 على موقع واي باك مشين..
- Azlant, Edward. "Lenny Bruce Again", Shecky Magazine, August 22, 2006
- Gilmore, John. "Lenny Bruce and the Bunny", excerpt from Laid Bare: A Memoir of Wrecked Lives and the Hollywood Death Trip (Amok Books, 1997). ISBN 978-1-878923-08-0
- Harnisch, Larry. "Voices", لوس أنجلوس تايمز, April 13, 2007. (Reminiscences by saxophonist Dave Pell)
- Kaufman, Anthony. Archive.org archive of "Robert Weide's 'Lenny Bruce': 12 Years in-the-Negotiations" (interview with Swear to Tell the Truth producer), Indiewire.com, April 16, 2008
- Hentoff, Nat. "Lenny Bruce: The crucifixion of a true believer", Gadfly March/April 2001
- Smith, Daniel V. "The Complete Lenny Bruce Chronology" (fan site)
- Appearance on Arthur Godfrey's Talent Scouts radio show, 1949 (mp3), November 27, 2011
- "Lenny Bruce: The Making of a Prophet" Memoir and pictures from Bruce's principal collaborator, Media Maestro 2001.
- The Pot Smokers, a satirical article by Lenny Bruce, reprinted in The (Almost) Unpublished Lenny Bruce
- Idioms for Marijuana Cigarettes, by Lenny Bruce, reprinted in The (Almost) Unpublished Lenny Bruce